# Vladimír Dedeček

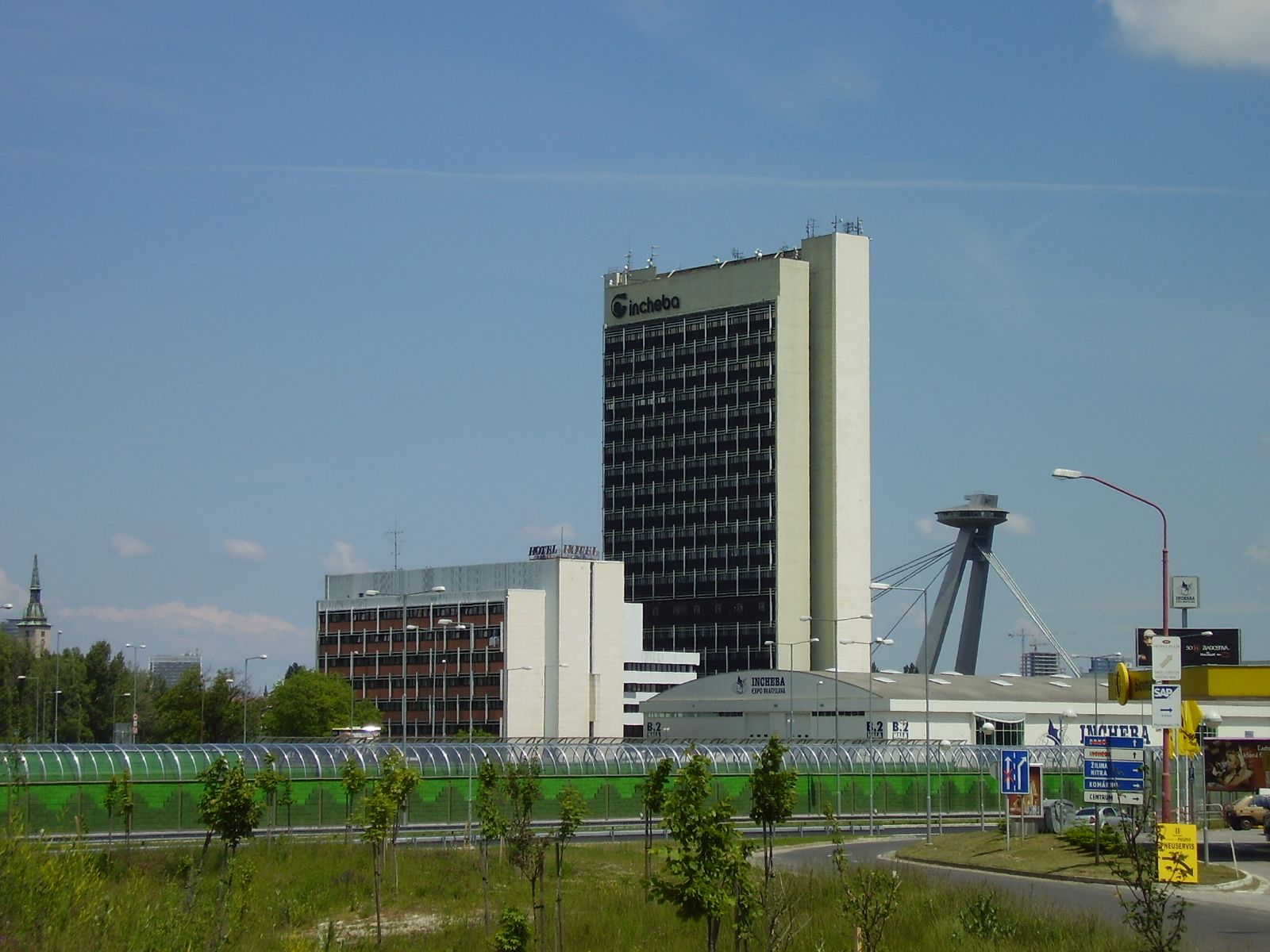
Komplex budov Incheba v Bratislavě, architekt Vladimír Dedeček, z původního projektu byla realizována jen malá část

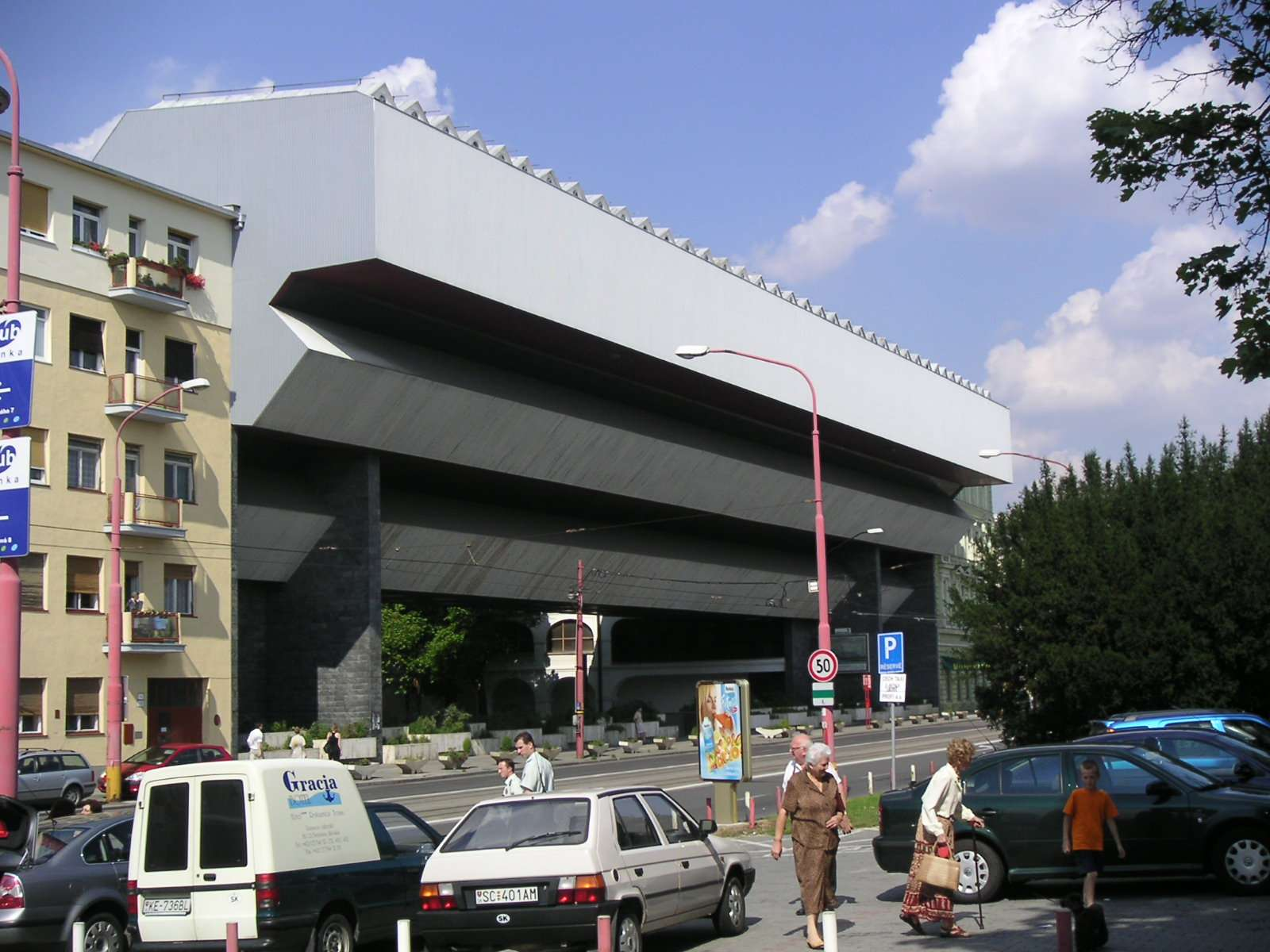
Moderní přemostění Slovenské národní galerie patří mezi nejkontroverznější Dedečkovy projekty

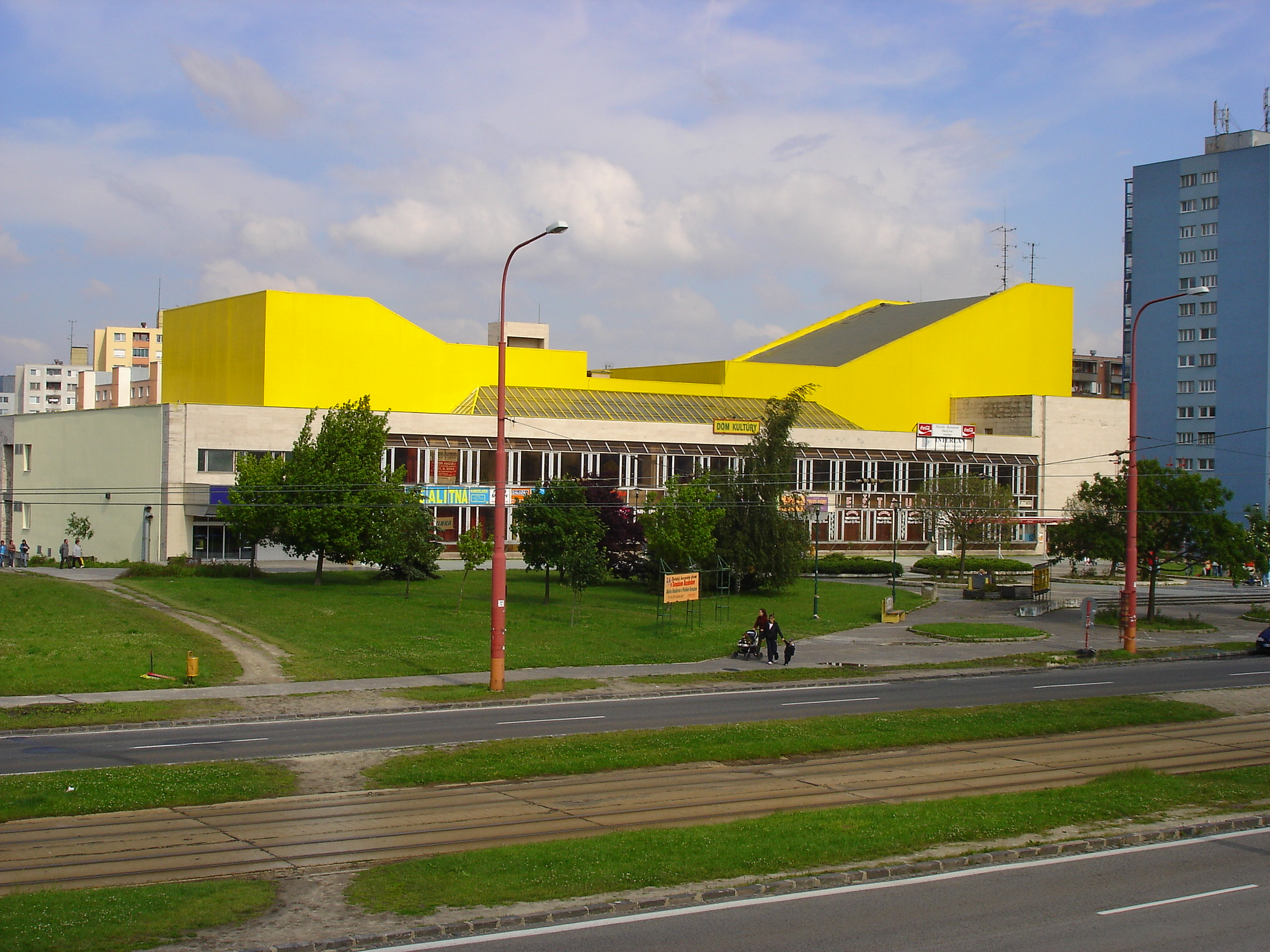
Dům kultury Dúbravka

Vladimír Dedeček (26. května 1929, Turčiansky Svätý Martin – 29. dubna 2020) byl slovenský architekt působící v Bratislavě. Ve své tvorbě odkazoval k antické architektuře, modernímu strukturalismu i brutalismu.

## Život a tvorba
Vladimír Dedeček se věnoval funkcionalismu a sledoval problémy ve vývoji pozdního moderního trendu. Nejprve se specializoval na školní budovy, kde ve spolupráci s Rudolfem Miňovským vytvořil netradiční uspořádání, například odlišný druh pavilonů škol v Bratislavě koncem 50. let 20. století, jakož i na světelné instalace pro třídy. Navrhl komplex Zemědělské univerzity v Nitře (včetně známé auly, 1960–1966), kde použil pokročilé metody a prostorový koncept; za tuto realizaci obdržel Cenu Dušana Jurkoviče. Pracoval na projektu Vysoké školy lesnické a dřevařské ve Zvoleně a kolejí – tzv. „studentského městečka“ v Mlynské dolině v Bratislavě a získal i důležité oficiální objednávky, jako byla například Krajská politická škola v Modre-Harmónii (1972). V roce 1979 se podle jeho návrhu realizovalo kontroverzní přemostění Slovenské národní galerie. V 80. letech se podle jeho návrhů realizovalo sídlo Slovenského národního archivu, administrativní budova výstaviště Incheba a budova Nejvyššího soudu Slovenské republiky. Ve svých stavbách často používal červeno-bílou barevnou kombinaci.
Tvorbu Vladimíra Dedečka lze rozdělit na čtyři období:
- učňovská léta 1953–1960, po absolvování Fakulty architektury SVŠT se věnoval převážně školním stavbám
- roky zralosti 1960–1972, věnoval se školním stavbám, areálům a solitérům občanské vybavenosti
- mistrovská léta 1972–1988, kdy vznikaly jeho nejvýraznější realizace
- závěr profesní kariéry a důchod od roku 1989 do roku 1992.

## Výběr z projektů a realizací
- Základní škola Barca, 1955
- Základní škola Východná, 1956
- Pošta Tatranská Lomnica, 1958
- Opakovaný typový projekt pošty od r. 1958
- Zemědělská (Poľnohospodárska) škola, Bernolákovo, 1958
- ZŠ sídliště Februárka, 1958
- ZŠ Petržalka, 1961
- ZŠ Cádrova ul., 1961
- Knihovnická škola, Krasňany, 1961
- Ekonomická škola, Račianská ulice, 1963
- areál VŠP Nitra, 1965, cena D. Jurkoviče
- Zemědělská škola, Ivanka, 1966
- Zemědělská škola škola, Piešťany, 1966
- Administrativní budova podniku Mostárne Brezno, Bratislava, 1971
- Internáty Mlynská Dolina, Bratislava, 1975
- Ústav hospodářské správy lesů, Zvolen, 1976
- Přírodovědecká fakulta, Bratislava, 1978
- Matematicko-fyzikální fakulta, Bratislava, 1978
- rekonstrukce budovy Slovenské národní galerie v Bratislavě (realizováno pouze přemostění), 1979
- Podnik realizácie výpočtovej techniky, Zvolen, 1980
- Krajská politická škola, Modra-Harmónia, 1980
- Budova Svazu družstevních rolníků, Trenčianská ulice v Bratislavě, 1982
- Slovenský národní archiv, Bratislava, 1983
- Inštitút vzdelávania MV SR v Bratislave, 1984
- VŠLD, Zvolen, 1984
- Štátna Banka, Považská Bystrica, 1984
- Školní zařízení, Modra-Harmónia, 1986
- Budova IGHP, Bratislava, 1987
- Administrativní budova TANAP, Tatranská Lomnica, 1987
- Veterinární nemocnice v Bratislavě, 1988
- Palác kultury a sportu Vítkovických železáren Klementa Gottwalda, Ostrava Vítkovice, 1988 – Ostravar Aréna
- Administrativní budova Incheba, Bratislava, 1989
- Nejvyšší soud Slovenské republiky, Bratislava, 1989
- Výstaviště Incheba, Bratislava, 1990
- Obchodní centrum Devínska Nová Ves, 1994
- Hromadné garáže pro 250 automobilů, Petržalka, Medveďova ulice, 1995

## Ocenění
V roce 1965 získal Vladimír Dedeček s Rudolfem Miňovským (in memoriam) Cenu Dušana Jurkoviče za návrh komplexu „Vysoké školy zemědělské“ v Nitře.
Vladimír Dedeček získal u příležitosti slovenského státního svátku 1. ledna 2016 ocenění prezidenta Andreje Kisky.